# Cryptotaenia japonica
Cryptotaenia japonica är en flockblommig växtart som beskrevs av Justus Carl Hasskarl. Cryptotaenia japonica ingår i släktet kryptotenior, och familjen flockblommiga växter.

## Underarter
Arten delas in i följande underarter:
- C. j. dissecta
- C. j. japonica
- C. j. japonica
- C. j. pinnatisecta
- C. j. japonica

## Bildgalleri

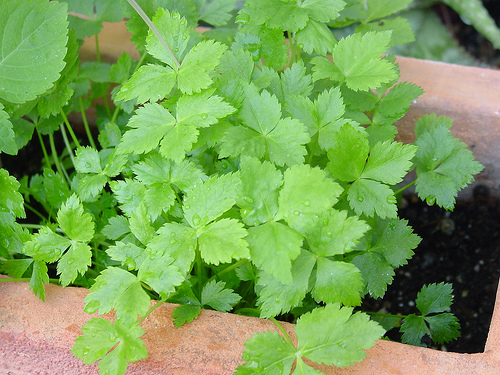
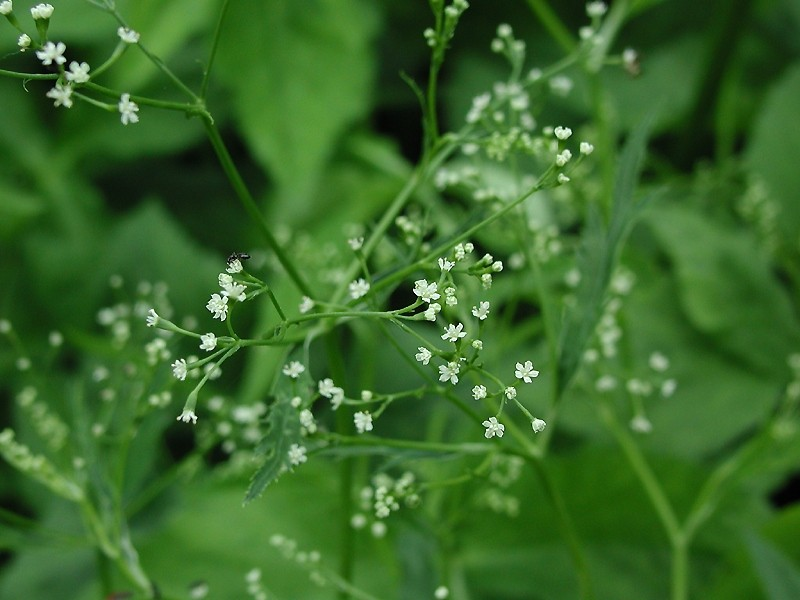
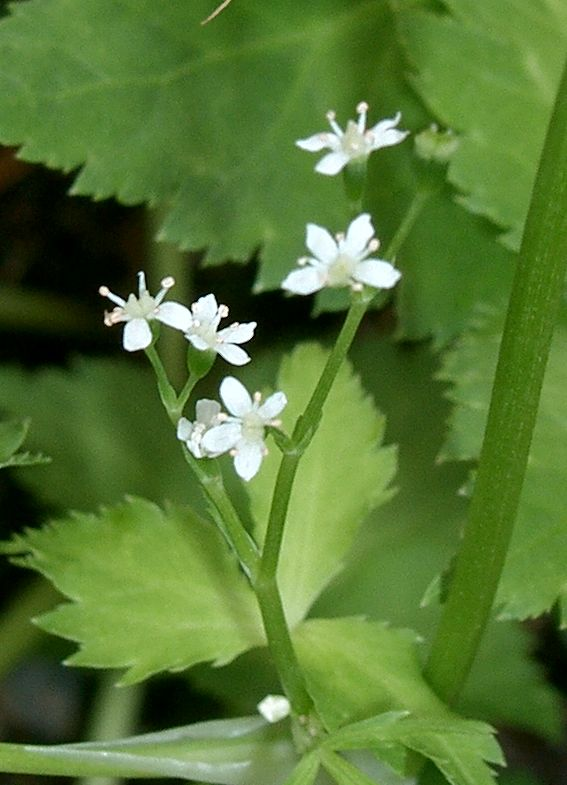
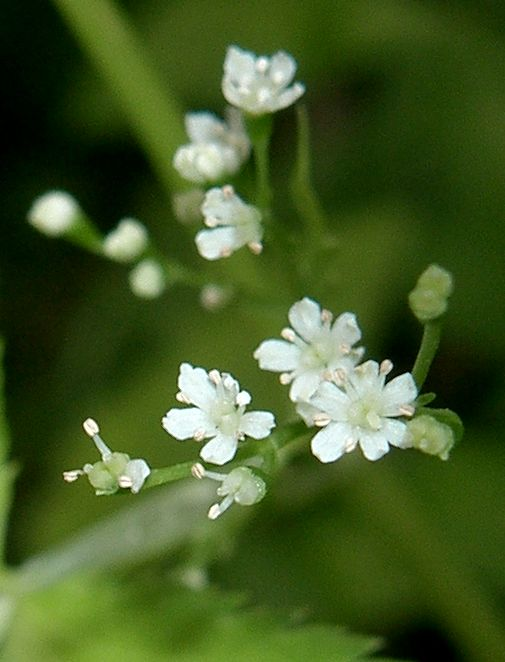
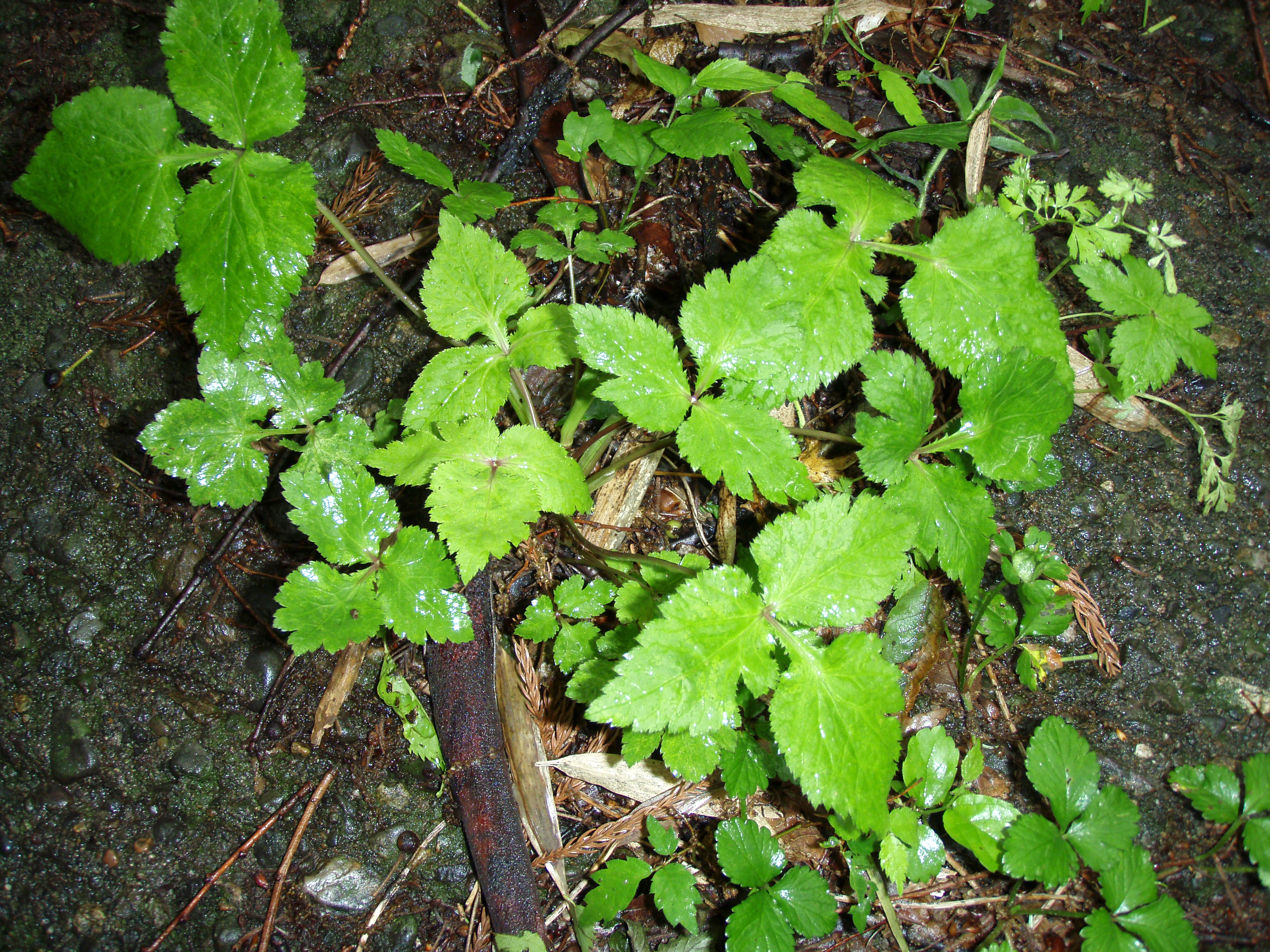
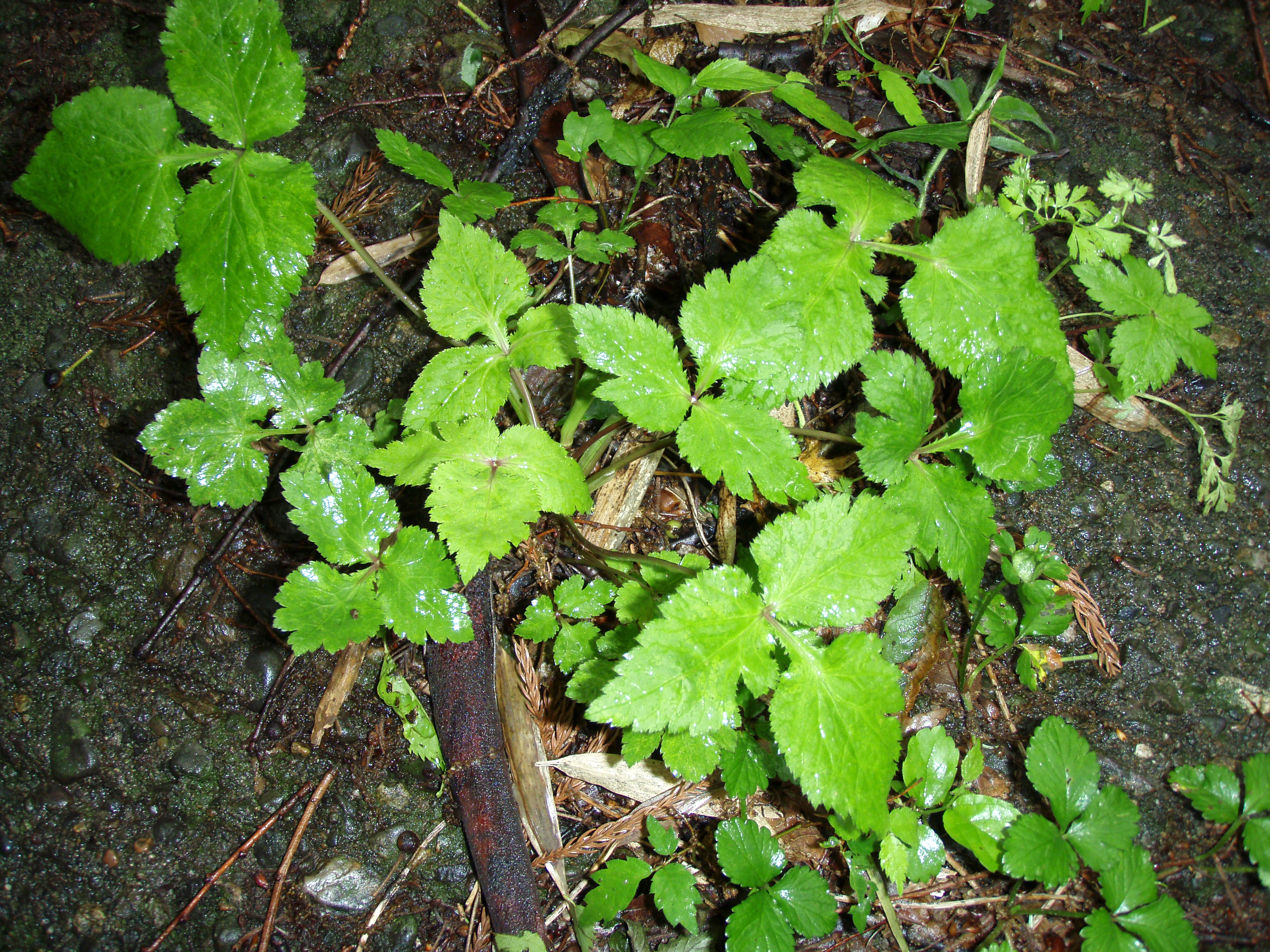